# Kasfjord
Kasfjord est une localité du comté de Troms, en Norvège.

## Géographie
Administrativement, Kasfjord fait partie de la kommune de Harstad.